# Flucht aus der Hölle (1961)
Flucht aus der Hölle (Originaltitel: Seven Women from Hell) ist ein US-amerikanischer Kriegsfilm des Regisseurs Robert D. Webb aus dem Jahr 1961.

## Handlung
Neuguinea 1942. Als die Japaner die Insel einnehmen, wird die australische Wissenschaftlerin Grace Ingram gefangen genommen und in ein Frauenlager gebracht. Ihre Zelle teilt sie mit sechs weiteren Frauen: der jungen schwangeren Amerikanerin Janet Cook, der deutschen Witwe Anna Van Laer, der französischen Kellnerin Claire Oudry, der eurasischen Krankenschwester Mai-Lu und den beiden Amerikanerinnen Mara und Regan. Der Lagerkommandeur Captain Oda sorgt für humane Bedingungen.
Bei einem Bombenangriff erleidet die junge Janet eine Totgeburt. Captain Oda kommt bei dem Angriff ums Leben. Das Kommando übernimmt sein sadistischer Stellvertreter Sergeant Takahashi. Mit der Hilfe des japanischen Arztes Dr. Matsumo können die Frauen fliehen. Mara wird jedoch wieder gefangen genommen und zu Tode gefoltert. Claire und Regan kommen durch MG-Feuer um. Die vier Überlebenden treffen auf den verletzten US-Piloten Jackson. Mit seiner Hilfe gelangen sie bis zum Strand. Jackson erliegt seinen Verletzungen.
Hullman, ein wohlhabender Plantagenbesitzer, greift die Frauen auf. Der Mann wirkt auf die Frauen freundlich und hilfsbereit, doch er will sie an die Japaner verraten. Die Frauen entdecken die wahren Absichten Hullmans, töten ihn und können mit einem Boot die Insel verlassen.

## Kritiken
Das Lexikon des internationalen Films bezeichnete den Film als unglaubwürdiger, in den Dialogen mitleiderregend dummer Kriegsfilm.
Eleanor Mannikka von der New York Times bescheinigt, dass die Schauspieler ihr Möglichstes tun in diesem gewöhnlichen Kriegsmelodram.

## Hintergrund
Die Uraufführung fand im Oktober 1961 statt. In Deutschland erschien der Film erstmals am 16. Februar 1962.
Gedreht wurde der Film auf Hawaii.